# Radzików (gmina)
Radzików – dawna gmina wiejska istniejąca do 1954 roku w woj. warszawskim. Nazwa gminy pochodzi od wsi Radzików, jednak siedzibą władz gminy było Błonie, które za II RP mieściło także siedzibę władz gminy Pass, stanowiąc równocześnie odrębną gminę miejską.
W okresie międzywojennym gmina Radzików należała do powiatu błońskiego w woj. warszawskim. Po wojnie gmina zachowała przynależność administracyjną. 12 marca 1948 roku zmieniono nazwę powiatu błońskiego na grodziskomazowiecki.
Według stanu z 1 lipca 1952 roku gmina Radzików składała się z 32 gromad: Białutki parc., Białuty, Czarnów, Czarnów Towarzystwo, Grądki, Grądy, Kępiaste, Kopytów, Leszno, Łaźniew, Łaźniewek, Łubiec, Michałówek, Myszczyn, Orły, Pilszaków, Plewniak, Płochocin, Podrochale, Pogroszew, Pogroszew kol., Powązki, Radzików, Rokitno, Szadkówek, Szymanówek, Święcice, Walentów, Wilkowa Wieś, Wilków, Witki i Wolskie. 
Gminę zniesiono 29 września 1954 roku wraz z reformą wprowadzającą gromady w miejsce gmin. Jednostki nie przywrócono 1 stycznia 1973 roku po reaktywowaniu gmin, natomiast z obszaru dawnych gmin Radzików i Pass powstała nowa gmina Błonie z siedzibą w Błoniu.